# Pioneer 11

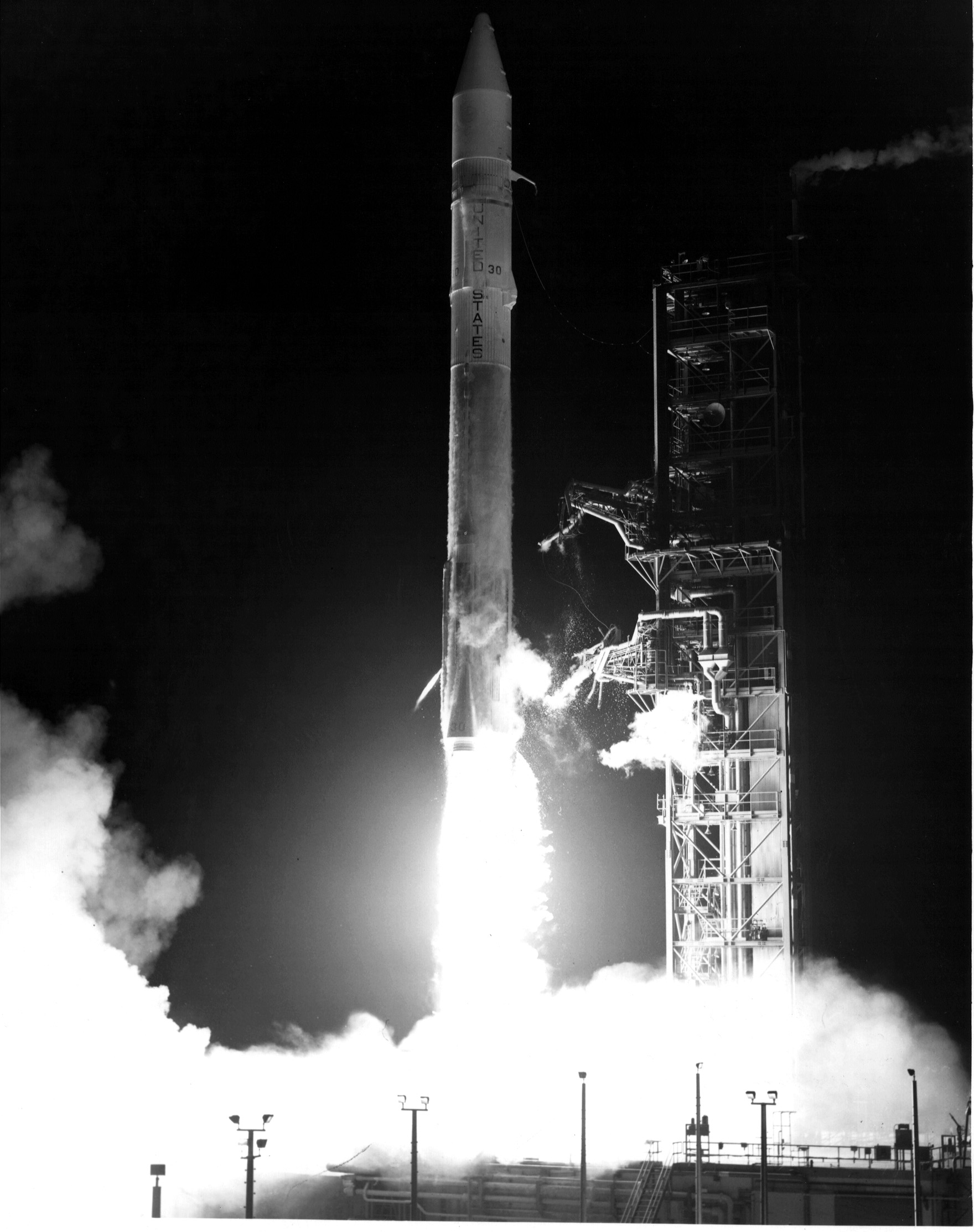
Lancering Pioneer 11 missie.
Foto: NASA

De Pioneer 11 (ook wel Pioneer G genoemd) is een onbemande ruimtesonde van de NASA, die op 6 april 1973 werd gelanceerd. Het doel van de missie was het verkennen van de buitenste delen van het zonnestelsel en is onderdeel van het Pioneerprogramma.
De Pioneer 11 was de eerste sonde naar de planeet Saturnus, die op 1 september 1979 tot op 21.000 km werd benaderd. Daarvoor vloog de sonde ook al langs Jupiter op 4 december 1974 en naderde de planeet tot 34.000 km.
Net als de Pioneer 10 heeft ook de Pioneer 11 een gouden plaat aan boord. Wanneer de sonde ooit nog eens wordt gevonden door een buitenaardse beschaving kan wellicht de herkomst worden herleid aan de hand van de pictogrammen.
Sinds 1995 is er geen contact meer geweest met de sonde.

Gouden plaat bevestigd aan Pioneer 11.
Foto: NASA